# Bactrocera ektoalangiae
Bactrocera ektoalangiae
 es una especie de díptero que Drew, Hancock y Romig describieron por primera vez en 1999. Bactrocera ektoalangiae pertenece al género Bactrocera de la familia Tephritidae. 